# File Under: Easy Listening
File Under: Easy Listening (также F.U.E.L.) — второй и последний студийный альбом американской рок-группы Sugar, выпущенный в 1994 году.

## Об альбоме
Все песни для альбома написаны вокалистом и гитаристом Бобом Моулдом, за исключением композиции «Company Book», которая была написана басистом Дэвибом Барбом. Моулд сочинял материал для альбома в течение 1993 года. Группа начала записываться весной 1994 года, но эти сессии были остановлены, а затем все плёнки были стерты. Моулд решил сделать ещё одну попытку, и альбом был быстро записан позднее этой же весной.
File Under: Easy Listening достиг 7-го места в хит-параде UK Albums Chart и 10-го места в чарте Новой Зеландии.
Были выпущены три сингла с альбома: «Your Favorite Thing», «Believe What You’re Saying», достигшие соответственно 48-го и 73-го места в UK Singles Chart, а также «Gee Angel».

## Список композиций
Слова и музыка всех песен — Боб Моулд, кроме "Company Book" - Дэвид Барб.
| №   | Название                     | Длительность |
| --- | ---------------------------- | ------------ |
| 1.  | «Gift»                       | 4:14         |
| 2.  | «Company Book»               | 3:45         |
| 3.  | «Your Favorite Thing»        | 3:51         |
| 4.  | «What You Want It to Be»     | 4:13         |
| 5.  | «Gee Angel»                  | 3:56         |
| 6.  | «Panama City Motel»          | 4:07         |
| 7.  | «Can't Help You Anymore»     | 3:29         |
| 8.  | «Granny Cool»                | 3:33         |
| 9.  | «Believe What You're Saying» | 3:56         |
| 10. | «Explode and Make Up»        | 4:54         |

## Позиции в чартах

### Альбом
| Чарт              | Высшая позиция |
| ----------------- | -------------- |
| UK Album Chart    | 7              |
| The Billboard 200 | 50             |
| Новая Зеландия    | 10             |

### Синглы
| Год  | Сингл                        | Чарт               | Высшая позиция |
| ---- | ---------------------------- | ------------------ | -------------- |
| 1994 | «Your Favorite Thing»        | UK Singles Chart   | 40             |
| 1994 | «Your Favorite Thing»        | Modern Rock Tracks | 14             |
| 1994 | «Believe What You’re Saying» | UK Singles Chart   | 73             |
| 1994 | «Gee Angel»                  | UK Singles Chart   | -              |